# 媽閣碼頭
媽閣碼頭（葡萄牙語：Ponte-cais da Barra）是位於澳門媽閣航海學校旁的停車場旁邊的碼頭，為了增加海上遊上落客點而建成，也配合緊急船隻停泊。建造前稱媽閣臨時碼頭。

## 歷史

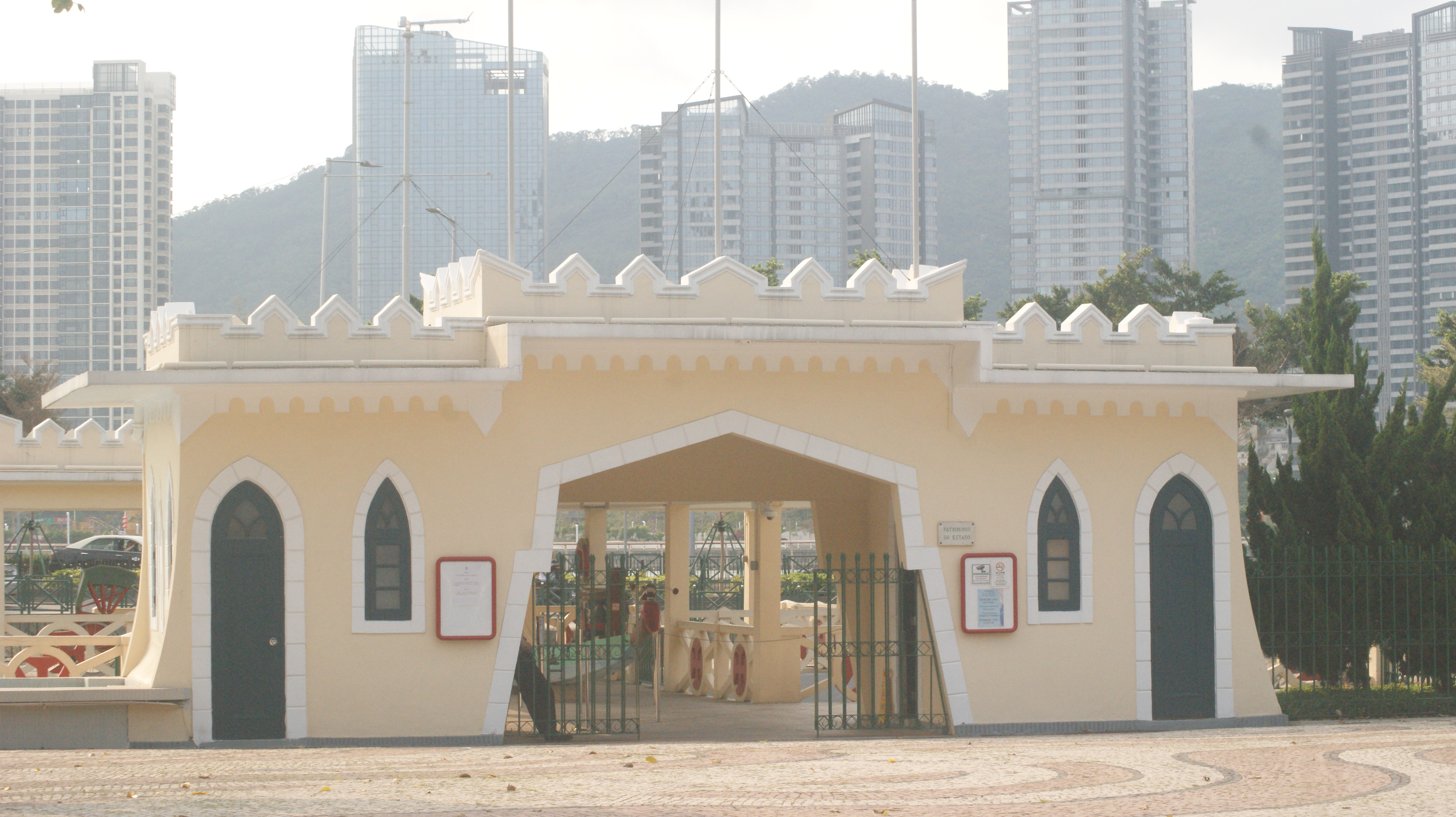
現今成為博物館的一部分

媽閣廟前地的碼頭「一號碼頭（皇家橋碼頭）」與在旁的舊政府船塢，隨著2005年西灣大橋開通及一帶填海造地包圍，形成一個水塘「媽閣塘」。碼頭一帶的海上設施與內港隔絕後被隨即荒廢。
2010年，政府開始計劃重整媽閣一帶，如皇家橋碼頭、政府船塢舊址、媽閣村、屠房、聖地牙哥炮台。
2015年12月20日澳門正式劃定海域的管理權後，澳門旅遊局聯同海事及水務局與信德中旅和粵通船務規劃推出「澳門海上遊」，於2018年9月及12月起營運。
2020年，碼頭開始施工。9月25日，碼頭入口建築物與航海學校的顏色配合一致。
2021年初起，媽閣碼頭正式進入調試階段。同年5月，海事及水務局表示媽閣碼頭已啟用，初期供公務船使用，也具備條件開放作業界海上遊之上落點。同年7月1日起，往返媽閣碼頭至路環碼頭由信德中旅船務管理有限公司經營的澳門海上遊航線正式開通。
2025年5月30日，外港客運碼頭往返媽閣碼頭由信德中旅船務管理有限公司經營的海上遊航線開辦。

## 設施
碼頭主體構成為浮躉結構，可停泊2艘，可供海上遊船隻及公務船靠泊。

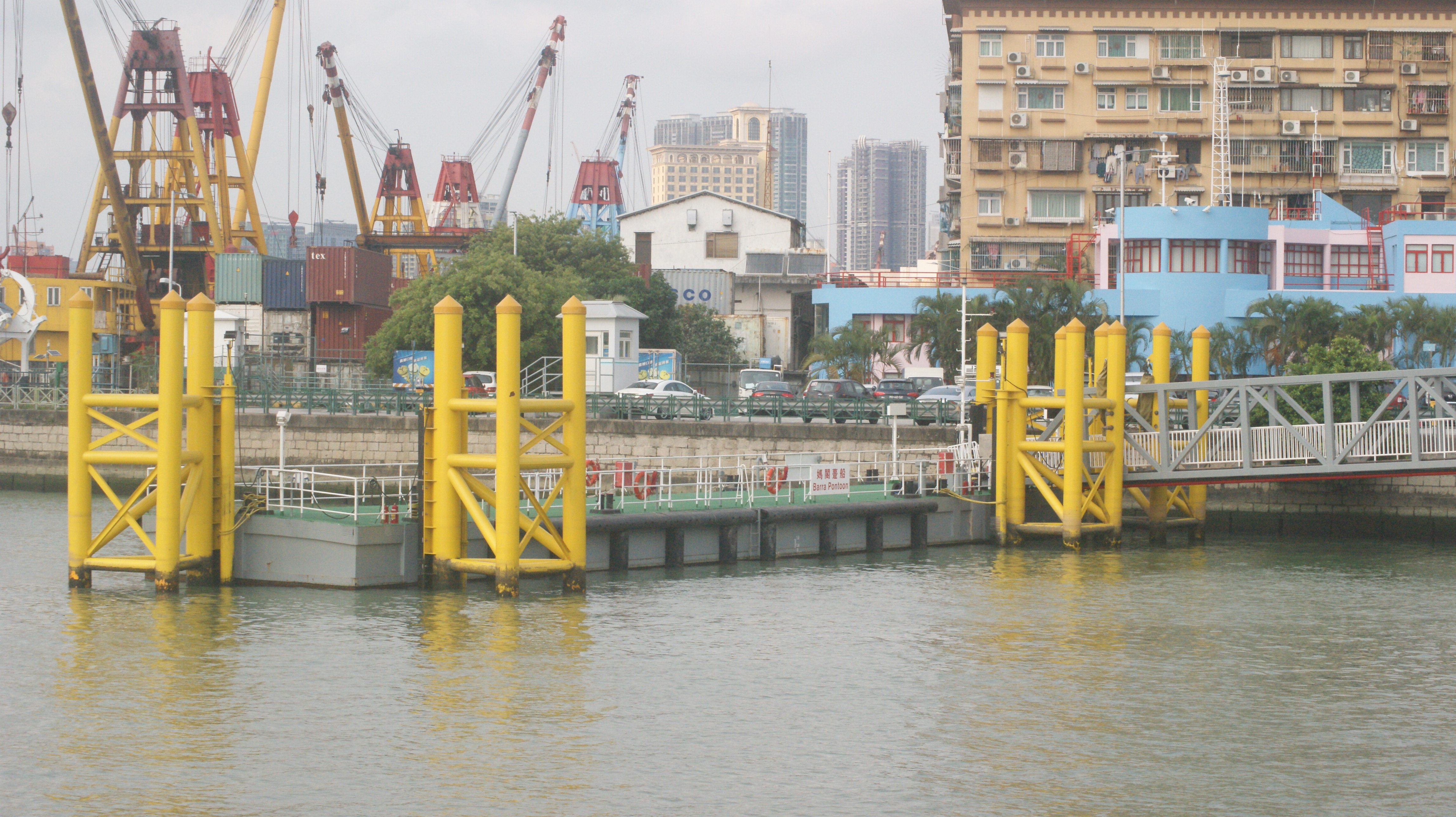
碼頭船塢
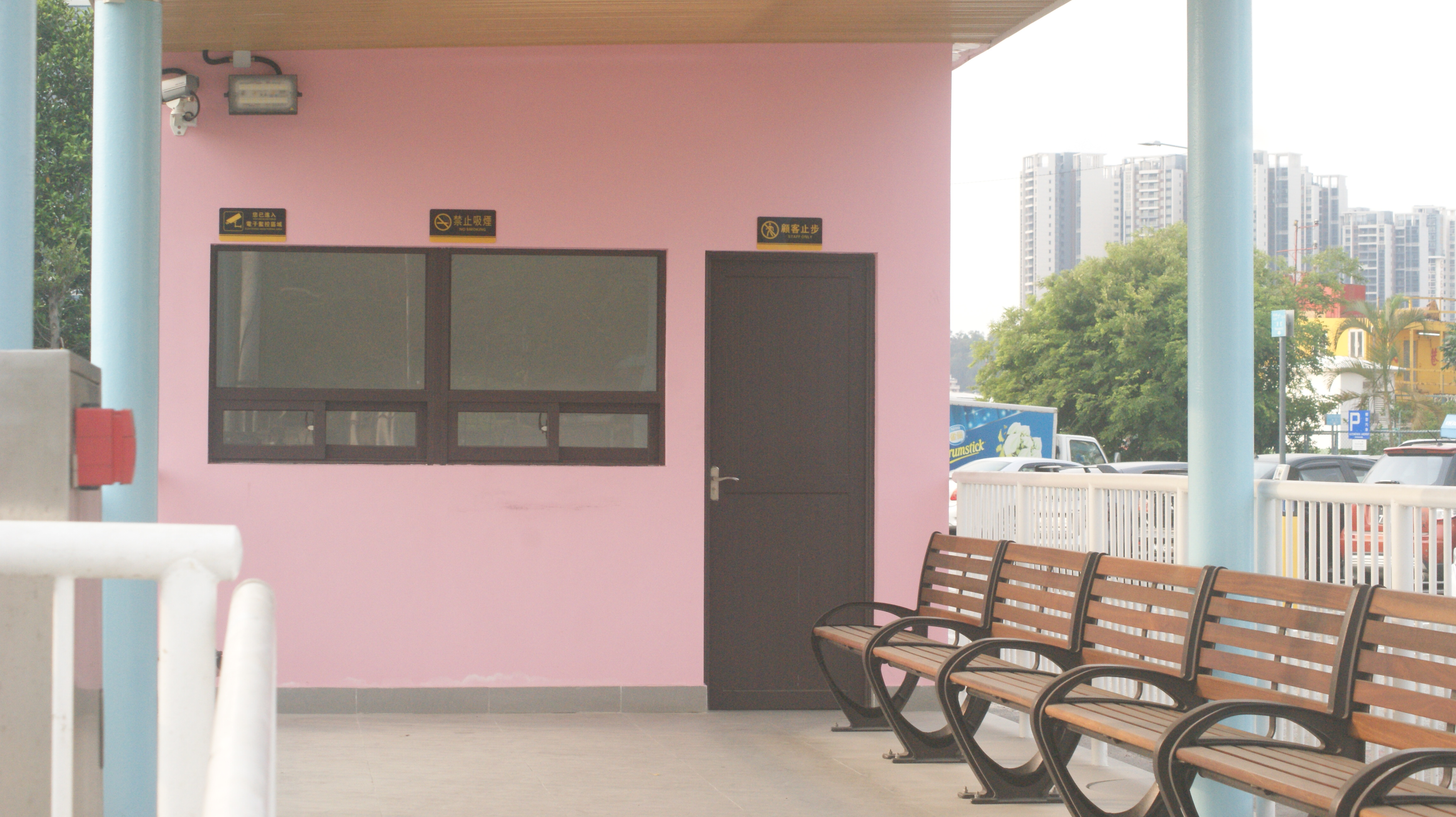
售票處與候船坐位

## 交通

### 公共巴士
M3 媽閣交通樞紐（Centro Modal de Transportes da Barra）
路線：1、2、5、6B、10、11、18、18B、21A、61
M198 西灣湖景大馬路／媽閣碼頭（Avenida Panorâmica do Lago Sai Van / Ponte-cais da Barra）
路線：1、2、5、6B、9、10、11、18、18B、21A、26、55、60、61、65、71S、MT4、N3
M203 媽閣廟站（Templo Á Ma）
路線：1、2、5、6B、10、11、16S、18、21A、26、28B、55、60、61、65、71S、MT4、N3
M277 西灣湖景大馬路／媽閣交通樞紐（Av. Panorâmica do Lago Sai Van / Centro Modal de Transportes da Barra）
路線：16S、26、28B、55、60、65、71S、MT4、N3

### 輕軌
█  氹仔線媽閣站

## 相關活動

### 幻彩耀濠江

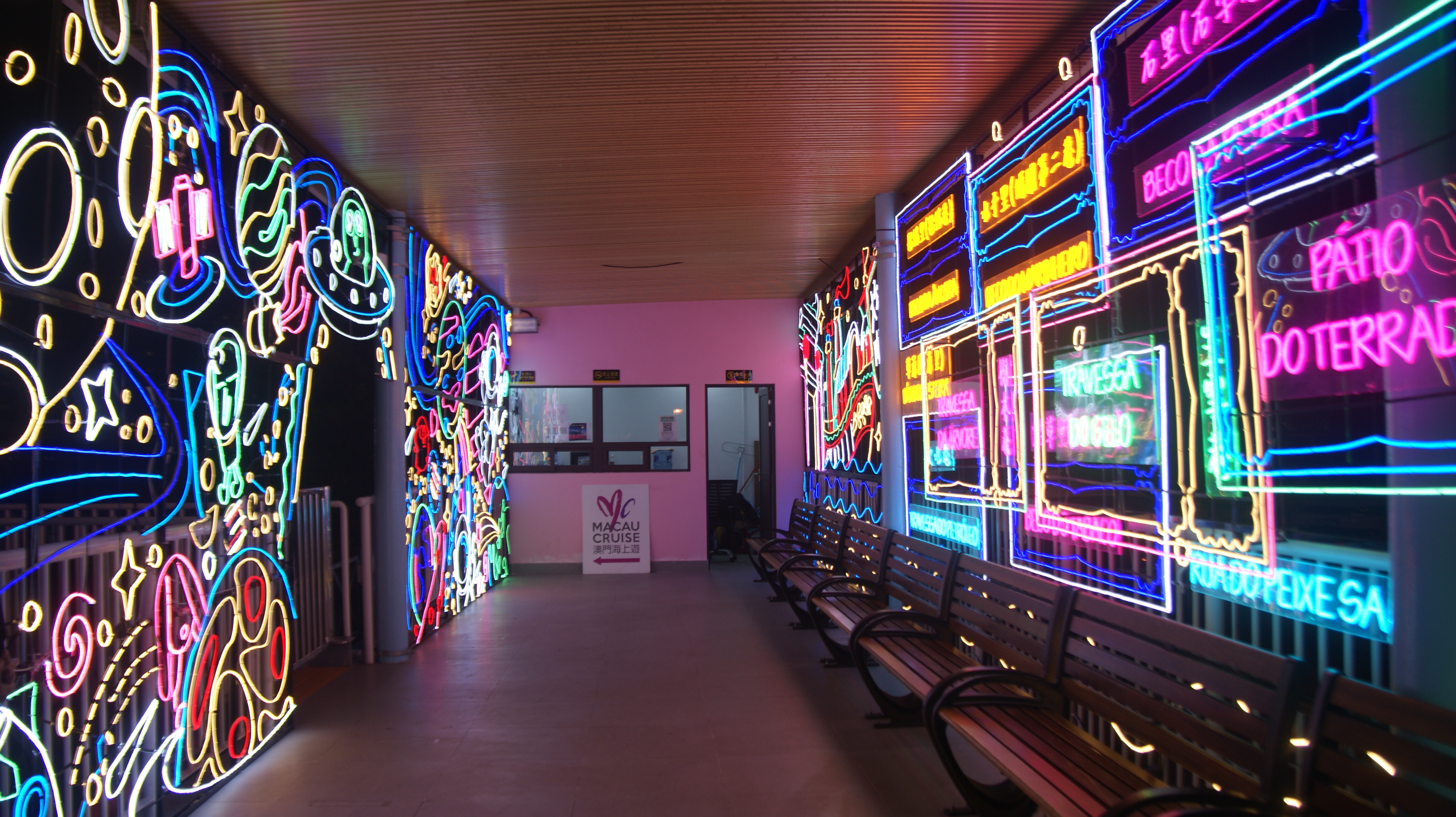
少數活動過後仍然保留燈飾裝置，成為碼頭特色

2021年活動首次加入媽閣碼頭成為燈飾新地點，燈飾的亮燈時間由每晚7時至10時。澳門旅遊局冀可吸引市民和旅客到不同的社區遊覽及消費，惠及當地商戶，促進夜間經濟，助力振興社區經濟。
2022年活動燈光裝置以“光之美術館”為主題。